# María (película de 1922)
María es considerado el primer largometraje producido en Colombia, y con él, comienza el período del cine silente colombiano. Dirigida por el pionero del cine colombiano Máximo Calvo Olmedo y protagonizada por los desaparecidos actores Stella López Pomareda y Hernando Sinisterra, y con las participaciones especiales de Margarita López Pomareda y Emma Roldán. La película fue producida por la compañía Valley Film Company y está basada en la obra homónima del escritor Jorge Isaacs.

## Sinopsis
María cuenta la trágica historia de amor de María, una hermosa joven y su primo Efraín, un apuesto joven vallecaucano. Los dos muchachos se enamoran y viven su romance en la hacienda “El Paraíso”, en el Valle del Cauca, pero no todo es color de rosas, pues Efraín debe partir a Bogotá por cuestiones de estudios dejando a María con dolor en el alma. Tiempo después, María enferma y Emma le avisa a su hermano la situación. Tan pronto recibe el mensaje, Efraín decide regresar a su casa para consolar a su amada, pero cuando regresa ya es demasiado tarde, pues se encuentra con que María ha muerto.
Esta hermosa historia de romance y tragedia significó el inicio del cine colombiano y hoy en día este trabajo se considera oro, aunque sólo quede un pequeño fragmento de 25 segundos de duración de esta producción.

## Reparto
- Stella López Pomareda como María.[3]
- Hernando Sinisterra como Efraín.
- Margarita López Pomareda como Emma.
- Emma Roldán como La Madre.
- Juan del Diestro como El Padre.
- Jorge González como José.
- Alfredo del Diestro como Salomón.
- Ernesto Ruíz como Efraín (joven).
- Ernesto Salcedo como Braulio.
- Francisco Rodríguez
- Edy Salospi como Carlos.[4]

## Datos
- El sacerdote franciscano Antonio José Posada (antioqueño, aficionado al teatro y al cine), propone en Panamá, en 1921, la filmación de la ya famosa novela de Isaacs al camarógrafo español Máximo Calvo, y de regreso a Colombia logra entusiasmar a Alfredo Del Diestro, otro español, de temporada en el Valle del Cauca para realizar el proyecto cinematográfico.

Buscando financiación y apoyo entre los miembros solventes de la sociedad vallecaucana, conocen a Federico López (padre de las jóvenes López Pomareda), un dentista recién llegado de Jamaica, donde se desempeñaba como embajador de Colombia, quien da el impulso económico definitivo. La familia Salcedo de Buga se vincula y se crea la sociedad productora, la Valley Film Company.
Stella y Margarita López Pomereda quienes interpretaron a María y Emma, respectivamente, eran hermanas y al momento de comenzar la filmación, recibieron la bendición de su madre, Lolin Quadry y de padre, Federico López Pomereda.
Stella llegó a los 17 años a Colombia y debido a haber vivido toda su vida en el extranjero, no hablaba casi el español, pero ese detalle poco importó, pues la película era muda.
La María tradicional de la novela, había nacido en Jamaica y era de ascendencia judía, al igual que la actriz que la encarnó.
En 1985, las empresas Nueva Era S.A. y Cinemateca Distrital realizan el documental En busca de María, donde se reúnen las técnicas de la investigación histórica, de la entrevista y de la reconstrucción escénica, para rescatar la memoria de María, la primera película colombiana de largometraje, realizada en 1921 sobre la novela homónima de Jorge Isaacs, y de la cual no existe copia alguna, salvo un pequeño fragmento de 25 segundos de duración y varias imágenes fijas de algunas de las escenas.